# Cadillac Lyriq
Cadillac Lyriq – elektryczny samochód osobowy typu SUV klasy wyższej produkowany pod amerykańską marką Cadillac od 2022 roku.

## Historia i opis modelu

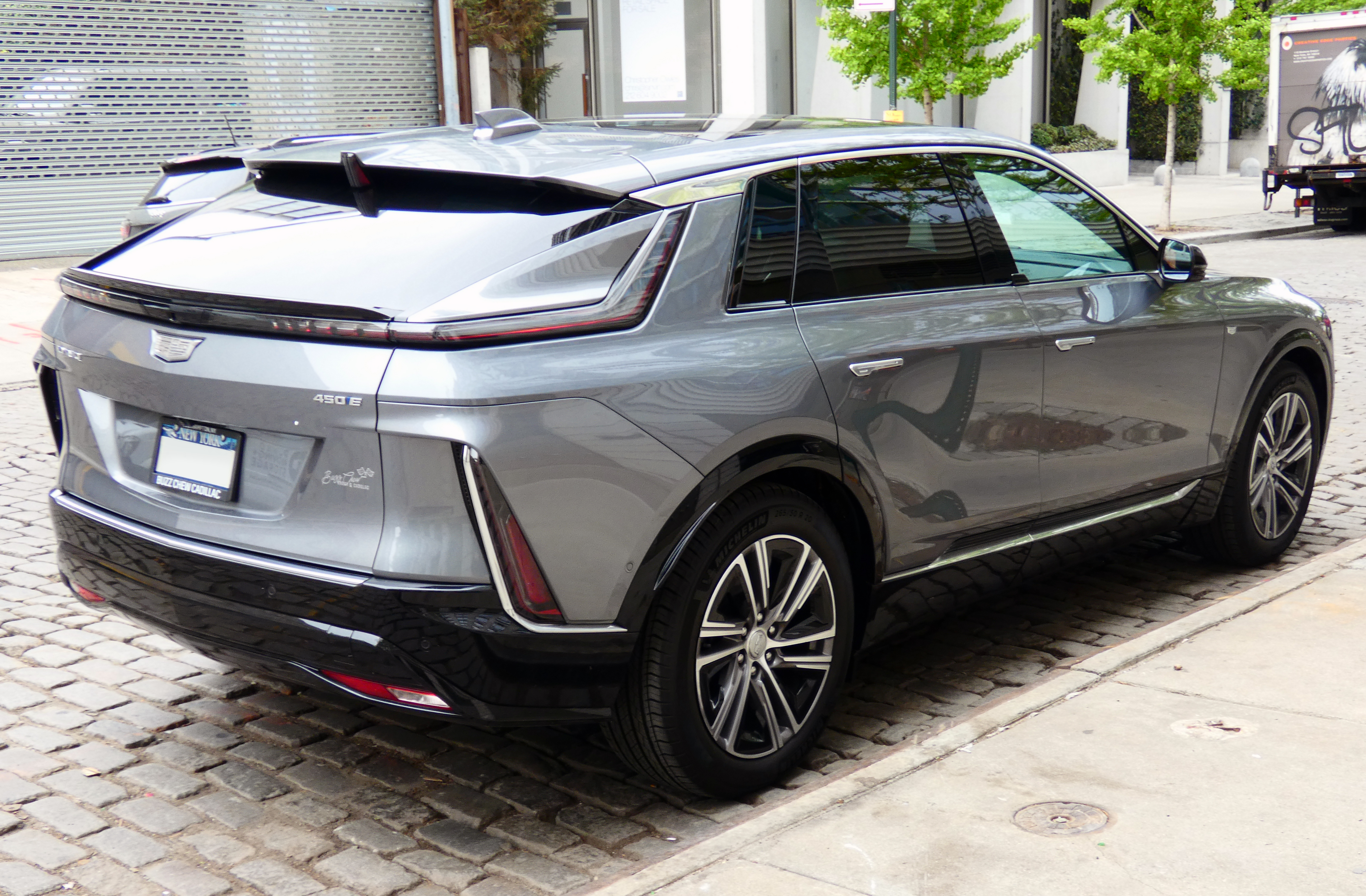
Cadillac Lyriq - tył

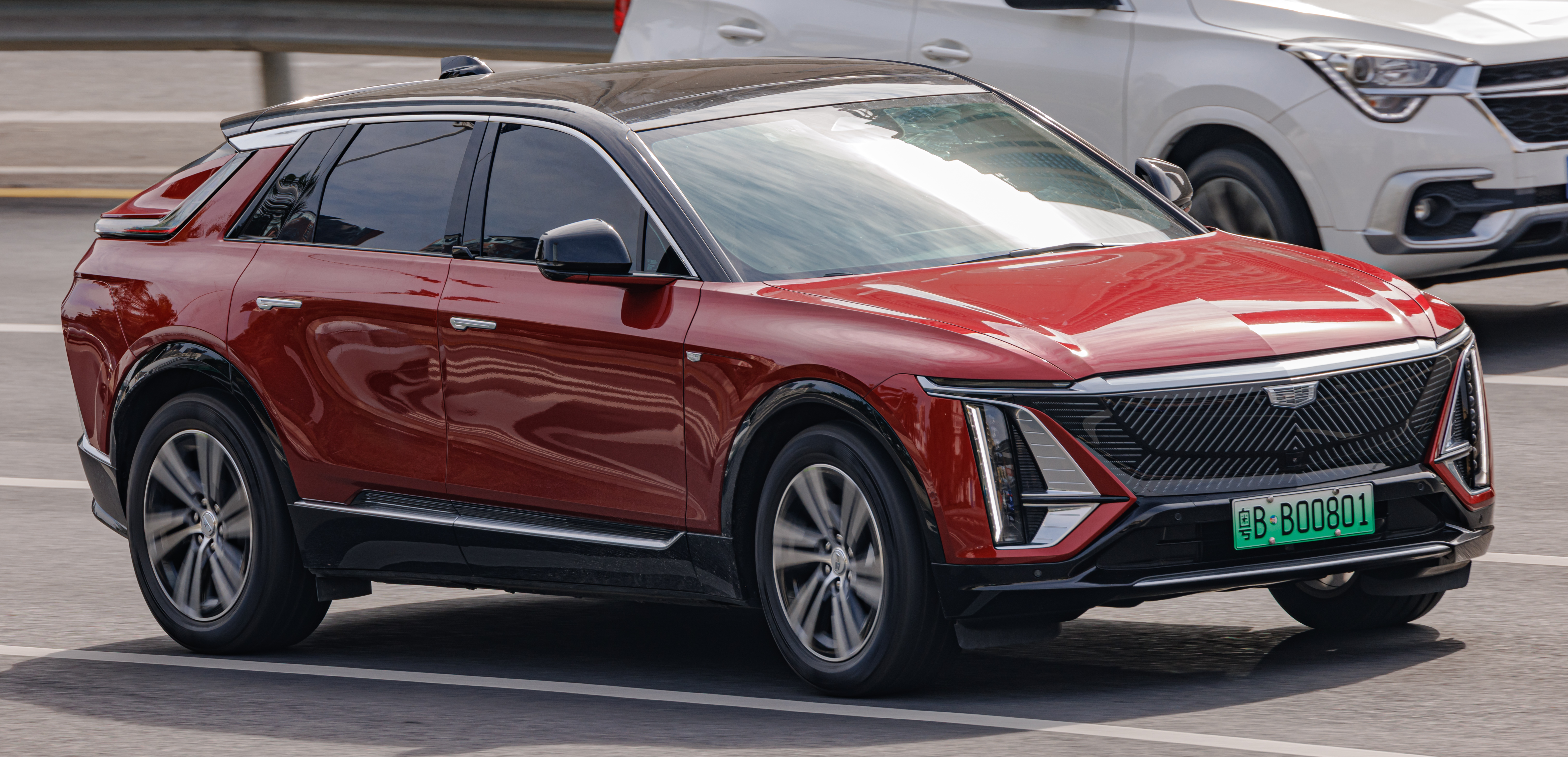
Cadillac Lyriq w Chinach

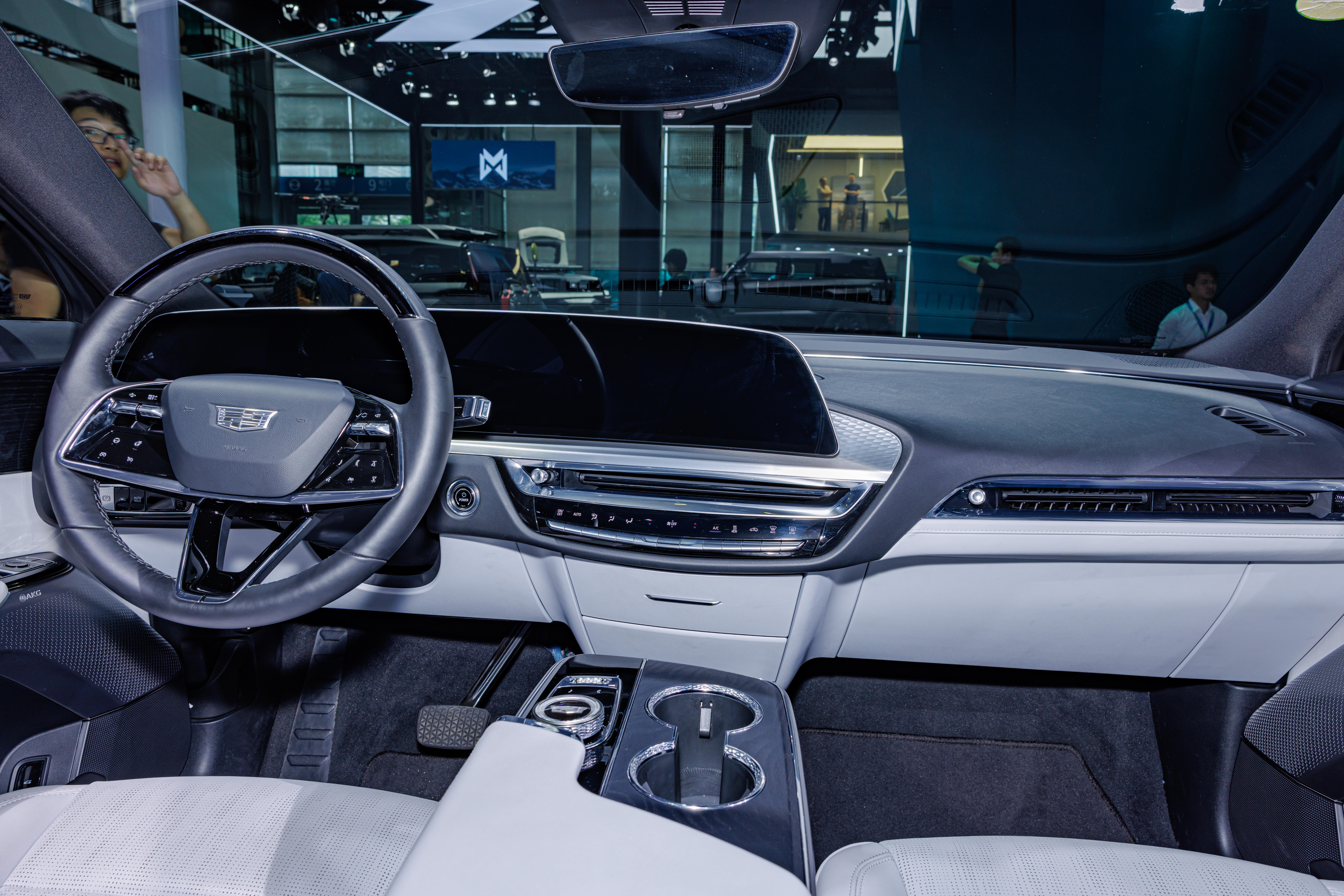
Cadillac Lyriq - kokpit

### Rozwój
Podczas Detroit Auto Show 2019 koncern General Motors ogłosił plany ofensywy modelowej w klasie samochodów elektrycznych, opierając je na nowej, dedykowanej dla takiego rodzaju napędu platformie Ultium. Program elektryfikacji gamy objął także Cadillaka, z pierwszym pojazdem tego typu mającym przyjąć postać dużego crossovera. W marcu 2020 roku producent ujawnił nazwę modelu, Lyriq, a także zarys jego sylwetki.
W sierpniu 2020 roku przedstawiono studyjną zapowiedź pierwszego samochodu elektrycznego Cadillaka, ujawniając kluczowe cechy wyglądu oraz układu napędowego seryjnego pojazdu. Lyriq będzie wyróżniać się podłużną maską, dużą imitacją wlotu powietrza z przodu, a także podwójnymi lampami tylnymi - pierwszy poziom ma kształt bumerangów, z kolei pionowy, drugi rząd umieszczono w zderzakach. Seryjny model miał być identyczny względem prototypu w 85%.

### Premiera
Oficjalna prezentacja Cadillaka Lyriq w produkcyjnej formie odbyła się osiem miesięcu po prezentacji prototypu, w kwietniu 2021 roku. Zgodnie z zapowiedziami samochód w obszernym zakresie odtworzył kluczowe cechy wyglądu studium z 2020 roku, zyskując jedynie wyraźniej zarysowane krawędzie imitacji przedniego wlotu powietrza, a także chowane klamki drzwi.
Charakterystyczną cechą modelu Lyriq stał się duży, diodowy panel diod LED obejmujący atrapę między reflektorami, a także same reflektory, który podczas włączenia pojazdu generuje rozbudowaną, przestrzenną animację. Łącznie z tylnymi lampami w kształcie bumerangu, do oświetlenia Lyriqa wykorzystano 736 emiterów światła.
W kabinie pasażerskiej zastosowano z kolei projekt kokpitu podobny do modelu Escalade, z jednoczęściowym, 33-calowym wyświetlaczem obejmującym zarówno zegary, jak i miejsce na ekran systemu inforozrywki.  Pojazd wyposażono także w rozbudowany system nagłośnienia składający się z 19 głośników.

### Sprzedaż
Początek zarówno produkcji, jak i sprzedaży Cadillaka Lyriq wyznaczony został na początek 2022 roku, z ceną podstawowego wariantu wynoszącą na rodzimym rynku Stanów Zjednoczonych 59 990 dolarów. Jednocześnie, lista rezerwacji została otwarta we wrześniu 2021 roku. Poza Ameryką Północną, Cadillac w listopadzie trafił do sprzedaży także na rynku chińskim, gdzie do jego produkcji wyznaczono zakłady produkcyjne Shanghai GM w portowym mieście Yantai. Samochód wywołał w tym kraju duże zainteresowanie - w ciągu godziny od otwarcia listy zamówień, 19 listopada ich liczba przekroczyła tysiąc.

### Dane techniczne
Układ elektryczny Cadillaka Lyriq utworzyły baterie konstrukcji LG Chem, które charakteryzują się pojemnością 100 kWh. Silnik elektryczny osiąga moc maksymalną 345 KM, z kolei maksymalny moment obrotowy to 440 Nm. Szacowany zasięg maksymalny na jednym ładowaniu to 483 kilometry, a dzięki dostosowaniu do ładowarek o mocy 190 kw pojaz może uzyskać 127 kilometrów zasięgu w ok. 10 minut.